# Halmeu-Vii
Halmeu-Vii (węg. Halmihegy) – wieś w Rumunii, w okręgu Satu Mare, w gminie Halmeu. W 2011 roku liczyła 51 mieszkańców. 